# 加爾瓦略 (喬治亞州)
加爾瓦略（英語：Calvary）是位於美國喬治亞州格雷迪縣的一個人口普查指定地區。

## 地理
加爾瓦略的座標為30°43′36″N 84°20′58″W / 30.72667°N 84.34944°W，而該地最高點為海拔高度80米（即260英尺）。

## 人口
根據2010年美國人口普查的數據，加爾瓦略的面積為4.07平方千米，當中陸地面積為3.98平方千米，而水域面積為0.09平方千米。當地共有人口161人，而人口密度為每平方千米39人。